# شر (هنرمند)
شر (انگلیسی: Cher؛ زادهٔ ۲۰ مهٔ ۱۹۴۶ با نام شریل سرکیسیان) خواننده، بازیگر و شخصیت تلویزیونی آمریکایی است که به «الهه پاپ» شهرت دارد. او به‌خاطر صدای کنترآلتو با ویژگی‌های آندروجینی، سبک بصری جسورانه، و کارنامه هنری چندجانبه‌اش شناخته می‌شود. شر اغلب در نقش زنانی بااراده و صریح در آثار بصری خود ظاهر شده و شخصیتی نمایشی خلق کرده که با تصویر عمومی‌اش همخوانی دارد. او به‌عنوان چهره‌ای تأثیرگذار در فرهنگ عامه، با بازآفرینی مداوم سبک خود، طی بیش از شش دهه فعالیت حرفه‌ای، چندین بازگشت موفق به عرصه هنر داشته است.
شر در سال ۱۹۶۵ به‌عنوان بخشی از گروه فولک راک سانی اند شر، از پیشگامان پادفرهنگ دهه ۱۹۶۰، به شهرت رسید و همزمان با تک‌آهنگ‌هایی مانند «بنگ بنگ (مای بیبی شات می داون)» نامش در جایگاه ده تک‌آهنگ پرفروش بریتانیا و آمریکا قرار گرفت. در دهه ۱۹۷۰، با ترانه‌های پاپ روایی مانند «کولی‌ها، ولگردها و دزدان»، «نیمه‌نژاد» و «بانوی تاریک» در صدر جدول بیلبورد هات ۱۰۰ آمریکا قرار گرفت. پس از تمرکز بر بازیگری، در دهه‌های ۱۹۸۰ و ۱۹۹۰ با سبک هِیر متال به موسیقی بازگشت و با آلبوم‌های شر (۱۹۸۷)، قلب سنگی (۱۹۸۹) و عشق درد دارد (۱۹۹۱)، تک‌آهنگ‌های پرفروش جهانی مانند «اگر می‌توانستم زمان را به عقب برگردانم» و «ترانه شوپ شوپ (این در بوسه اوست)» را تولید کرد. در ۵۲ سالگی، با آلبوم دنس پاپ باور (۱۹۹۸) به اوج موفقیت تجاری رسید. این آلبوم با معرفی «اثر شر» — استفاده از اتوتیون برای تغییر صدا — تک‌آهنگ «باور» راه به همراه داشت که به پرفروش‌ترین ترانه سال ۱۹۹۹ در آمریکا و پرفروش‌ترین تک‌آهنگ یک خواننده زن در بریتانیا تبدیل شد. در قرن بیست‌ویکم، آلبوم‌های نزدیک‌تر به حقیقت (۲۰۱۳) و ملکه رقصان (۲۰۱۸) در رتبه سوم جدول بیلبورد ۲۰۰ آمریکا قرار گرفتند.
شر در دهه ۱۹۷۰ با برنامه‌های تلویزیونی ساعت کمدی سانی و شر و برنامه انفرادی شر در شبکه سی‌بی‌اس، که هر هفته بیش از ۳۰ میلیون بیننده را جذب می‌کردند، به ستاره تلویزیون تبدیل شد. او با بازی در نمایش تئاتر برادوی و اقتباس سینمایی نمایش به ۵ و سکه ۱۰ سنتی برگرد، جیمی دین، جیمی دین (۱۹۸۲) تحسین منتقدان را برانگیخت. شر در سینما با نقش‌آفرینی در فیلم‌هایی مانند سیلک‌وود (۱۹۸۳) و ماه‌زده (۱۹۸۷) دو نامزدی جایزه اسکار دریافت کرد و برای ماه‌زده جایزه اسکار بهترین بازیگر زن را برد. او همچنین برای فیلم ماسک (۱۹۸۵) جایزه بهترین بازیگر زن جشنواره کن را کسب کرد. از دیگر فیلم‌های برجسته او می‌توان به جادوگران ایست‌ویک (۱۹۸۷)، پری‌های دریایی (۱۹۹۰)، اگر این دیوارها می‌توانستند صحبت کنند (۱۹۹۶، اولین تجربه کارگردانی او)، چای با موسولینی (۱۹۹۹)، برلسک (۲۰۱۰) و ماما میا! دوباره شروع کنیم (۲۰۱۸) اشاره کرد. زندگی و حرفه او الهام‌بخش موزیکال نمایش شر در سال ۲۰۱۸ بود.
شر یکی از پرفروش‌ترین هنرمندان موسیقی تاریخ است و بیش از ۱۰۰ میلیون نسخه از آثارش در سراسر جهان به فروش رفته است. او تنها خواننده‌ای است که در هفت دهه متوالی (دهه ۱۹۶۰ تا ۲۰۲۰) تک‌آهنگ‌های شماره یک در جدول بیلبورد آمریکا داشته و به تالار مشاهیر راک اند رول هم راه یافته است. جوایز او شامل یک جایزه اسکار، یک جایزه گرمی، یک جایزه امی، سه جایزه گلدن گلوب، جایزه نماد بیلبورد و جایزه مرکز کندی است. تور کنسرت اثبات زندگی: تور خداحافظی (۲۰۰۲–۲۰۰۵) او با درآمد ۲۵۰ میلیون دلار (حدود ۴۰۲ میلیون دلار در سال ۲۰۲۵) پرفروش‌ترین تور کنسرت یک هنرمند زن در آن زمان بود. شر همچنین به دلیل فعالیت‌های سیاسی ترقی‌خواهانه و حمایت از حقوق ال‌جی‌بی‌تی‌کیو و آگاهی‌بخشی دربارهٔ اچ‌آی‌وی/ایدز شناخته می‌شود.

## اوایل زندگی
شریل سرکیسیان در تاریخ ۲۰ مه ۱۹۴۶ در ال سنترو، کالیفرنیا به دنیا آمد. پدرش، جان سرکیسیان، راننده کامیون ارمنی-آمریکایی با مشکلات مواد مخدر و قمار بود که در دوران کودکی او به ندرت حضور داشت. مادرش، جورجیا هولت، مدل و بازیگر با اصالت ایرلندی، انگلیسی، آلمانی و شروکی بود. پدربزرگ و مادربزرگ پدری شر از بازماندگان نسل‌کشی ارمنی‌ها بودند. والدین شر زمانی که او ده‌ماهه بود از هم جدا شدند. پیش از ترک خانه، پدرش او را برای چند ماه در یتیم‌خانه گذاشت؛ هولت اجازه داشت یک بار در هفته او را ملاقات کند و تنها از پشت پنجره می‌توانست شر را ببیند. هر دوی آن‌ها این تجربه را آسیب‌زایند می‌دانستند.
در سال ۱۹۵۱، هولت با بازیگر جان ساوتال ازدواج کرد و از او خواهر ناتنی شر، جورگان را به دنیا آورد. ازدواج هولت با ساوتال زمانی که شر ۹ ساله بود به پایان رسید؛ شر بعدها او را «پدر واقعی‌ام» و «مردی خوش‌طبع که وقتی بیش از حد می‌نوشید، بی‌ادب می‌شد» توصیف کرد. هولت چندین بار ازدواج کرد و طلاق گرفت و خانواده را در ایالت‌های مختلف از جمله نیویورک، تگزاس و کالیفرنیا جابه‌جا کرد. آن‌ها اغلب از نظر مالی در تنگنا بودند و شر یادآوری کرد که برای نگه داشتن کفش‌هایش از کش لاستیکی استفاده می‌کردند. در حالی که در لس‌آنجلس زندگی می‌کردند، هولت به بازیگری پرداخت و همزمان به عنوان پیشخدمت کار می‌کرد، گاهی برای دخترانش نقش‌های تلویزیونی کوچکی در برنامه‌هایی مانند ماجراهای اوزی و هریت (The Adventures of Ozzie and Harriet) فراهم می‌کرد.
در کلاس پنجم، شر نمایشنامه موزیکال اکلاهما! را سازماندهی کرد و زمانی که پسران از شرکت در آن خودداری کردند، نقش‌های مردانه را بازی کرد. در نه سالگی، صدای او به‌طور غیرعادی بم‌تر از صدای یک دختر بچه بود. شر که شیفته ستارگان سینما بود، به شدت از آدری هپبورن در فیلم صبحانه در تیفانی (۱۹۶۱) تأثیر گرفت و شخصیت او را با لباس‌ها و رفتار غیرمتعارفش تقلید می‌کرد. او همچنین مارلنه دیتریش، بتی دیویس و کاترین هپبورن را تحسین می‌کرد، اما از کمبود بازیگران با موهای تیره در هالیوود دلسرد شده بود. او به یاد آورد: «در کارتون‌های والت دیزنی، تمام جادوگران و ملکه‌های شر به شدت تاریک بودند. هیچ‌کس نبود که من بتوانم نگاه کنم و بگویم، 'من شبیه او هستم.'» در دوران کودکی، او رؤیای رسیدن به شهرت داشت اما با احساس بی‌کفایتی دست و پنجه نرم می‌کرد و خود را «نازیبا» و «بی‌استعداد» می‌دانست. در بازتاب آرزوهایش، او بعدها گفت: «نمی‌توانستم به چیزی را که می‌توانستم انجام دهم فکر کنم… فقط فکر می‌کردم، 'من مشهور خواهم شد'. این هدف من بود.»

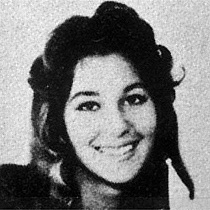
شر در دوران دبیرستان (۱۹۶۰)

در سال ۱۹۶۱، هولت با مدیر بانک گیلبرت لاپییر ازدواج کرد، که شر (با نام شریل لاپییر) و جورگان را به فرزندخواندگی پذیرفت و آن‌ها را در مدرسه خصوصی مونت کلیر در انسینو، لس آنجلس ثبت‌نام کرد. شر که از خانواده‌ای از طبقه متوسط رو به پایین آمده بود، با چالش‌هایی در محیط مرفه مدرسه روبه‌رو بود، جایی که به گفته زندگی‌نامه‌نویس کانی برمن، «ظاهر برجسته» و «شخصیت برونگرای» شر، او را از دیگران متمایز می‌کرد. یکی از همکلاسی‌ها به یاد می‌آورد: «هیچ‌وقت فراموش نمی‌کنم که اولین بار شر را دیدم. او خیلی خاص بود… مثل یک ستاره سینما، درست در آن لحظه… او گفت که می‌خواهد ستاره سینما شود و ما می‌دانستیم که خواهد شد.» شر که به خاطر خلاقیت و شوخ‌طبعی‌اش شناخته شده بود، در زبان فرانسه و انگلیسی موفق بود اما در دیگر دروس مشکل داشت و بعدها متوجه شد که خوانش‌پریشی دارد. رفتار غیرمتعارف او نیز توجه‌ها را جلب می‌کرد: او در هنگام ناهار برای دانش‌آموزان آواز می‌خواند و وقتی با بلوزی که شکم‌نما بود ظاهر می‌شد، همکلاسی‌ها را شگفت‌زده می‌کرد. در بازتاب عدم تمرکزش در مدرسه، شر گفت: «من هیچ‌وقت واقعاً [اونجا] نبودم. همیشه به این فکر می‌کردم که کی بزرگ می‌شم و معروف.»

## فیلم‌شناسی

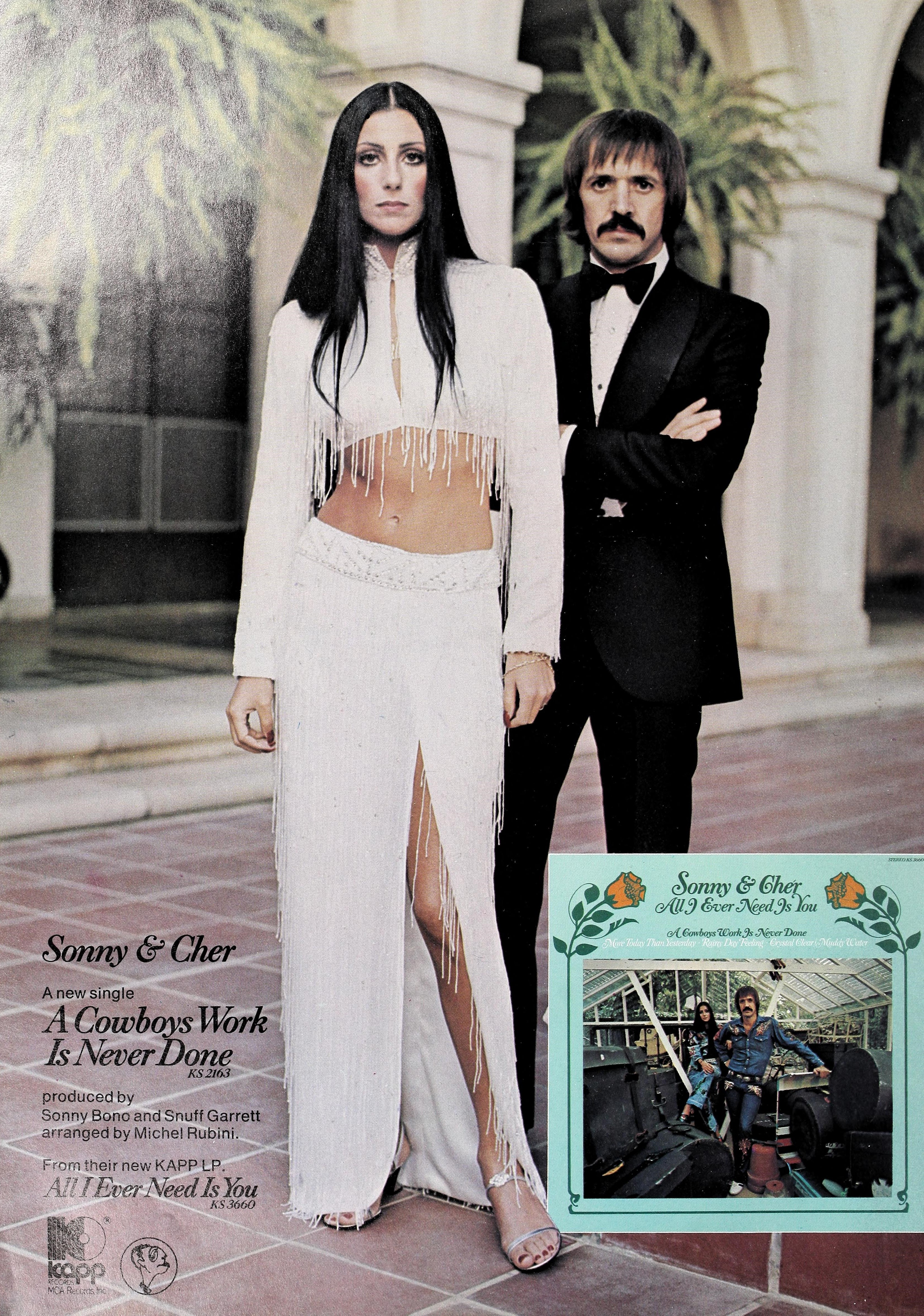
سانی اند شر دونوازی مشهور در دهه ۱۹۶۰

فهرست برخی از فیلم‌هایی که شر در آن‌ها به ایفای نقش پرداخته است:
- اوقات خوش(۱۹۶۷)
- عفت(۱۹۶۹)
- به ۵ و سکه ۱۰ سنتی برگرد(۱۹۸۲)
- سیلک‌وود(۱۹۸۳)
- ماسک(۱۹۸۵)
- جادوگران ایست‌ویک(۱۹۸۷)
- مظنون(۱۹۸۷)
- ماه‌زده(۱۹۸۷)
- پری‌های دریایی(۱۹۹۰)
- بازیگر(۱۹۹۲)
- آماده پوشیدن(۱۹۹۴)
- باوفا(۱۹۹۶)
- چای با موسولینی(۱۹۹۹)
- وابسته به تو(۲۰۰۳)
- برلسک(۲۰۱۰)
- نگهبان باغ‌وحش(۲۰۱۱)
- ماما میا! دوباره شروع کنیم(۲۰۱۸)
- سر ورجه وورجه‌ای(۲۰۲۰)